# Янош Баторі (надішпан)
Янош Баторі (угор. Báthori János, д/н — 1416) — державний і військовий діяч Угорського королівства. Стосовно нумерації існують розбіжності. Мав номер «V» за загальним списком представників Баторі. Інші відлік ведуть за представниками гілки Баторі-Ечед, тому відповідно був «Яношем I».

## Життєпис
Походив з угорського шляхетського роду Баторі. Онук Льокьоша Баторі, засновника гілки Баторі-Ечеді. Син Петера Баторі. Дата народження невідома. Перша згадка відноситься до 1377 року. До середини 1380 року оженився з представницею знатного роду Петефі.
Піднесення кар'єри відбулося зі сходженням Сигізмунда Люксембурга на угорський трон. У 1387 році разом з Іштваном Лакфі призначено підішпаном (ал-ішпаном) комітата Сабольч. 1394 року відмовився доєднатися до походу проти турків. У 1395 році брав участь у поході проти хорватських магнатів.
1403 року зберіг вірність Люксембург, коли частина знаті на чолі з палатином Угорщини Детритом Бебеком і канцлером Яношем Каніжаі підтримали неаполітанського короля Владислава Анжуйського. За це отримав маєтності Орочі і Чахолц на півночі королівства. Близько 1408 року призначено наджупаном Сабольча. 1410 року призначено суддею Сатмару. Помер між 31 травня і 28 грудня 1416 року.

## Родина
Дружина — Каталіна Петефі.
Діти:
- донька (д/н—1393)
- Іштван (д/н—1444), королівський суддя
- Потенціана (д/н—після 1416)
- Бенедек (д/н—після 1419)
- Тамаш (д/н— 1446), член державних зборів. Мав 4 доньок
- Міхай (д/н—після 1425)
- Янош (д/н—після 1428)
- Берталан (д/н—1438)
- Каталіна (д/н—1443), дружина Дйордя Драгфі
- Жужанна